# Pisács vára
Pisács vára (horvátul: Pišać gradina), egy középkori várhely Horvátországban, a Lika-Zengg megyei Udbinához tartozó Krbava határában. 

## Fekvése
A Krbava falu fölötti, széles dombhát keleti lejtőjén találhatók csekély maradványai.

## Története
A falu fölött (melyet régen Pišaćnak hívtak) emelkedő Gradina nevű hegyen állt középkori vár építtetője valószínűleg a Gusić nemzetség volt, amelynek a Korbava ezen részén voltak a birtokai. A török 1527-ben ezt is elfoglalta és török őrség volt benne egészen 1689-ig a térség felszabadulásáig. Ezután a katonai határőrvidékhez tartozott, de miután jelentősége megszűnt elhagyták és azóta rom.

## A vár mai állapota
Mára a várnak felszíni nyoma nem maradt. Köveit nagy valószínűséggel a környező lakosság hordta el építőanyagnak. Az egykori falak irányára csak a terepalakulatok formájáról lehet következtetni. A vár alaprajza téglalap alaprajzú, északkelet-délnyugati tájolású. Magját egy mintegy öt méter átmérőjű torony képezte, mely a várudvart övező déli fal közepén állt. Kapuja az északnyugati sarokban nyílhatott. A nagy kiterjedésű fennsík közepén álló vár körül, árkolásnak, sáncolásnak nyoma sincs.